# Ezra Pound

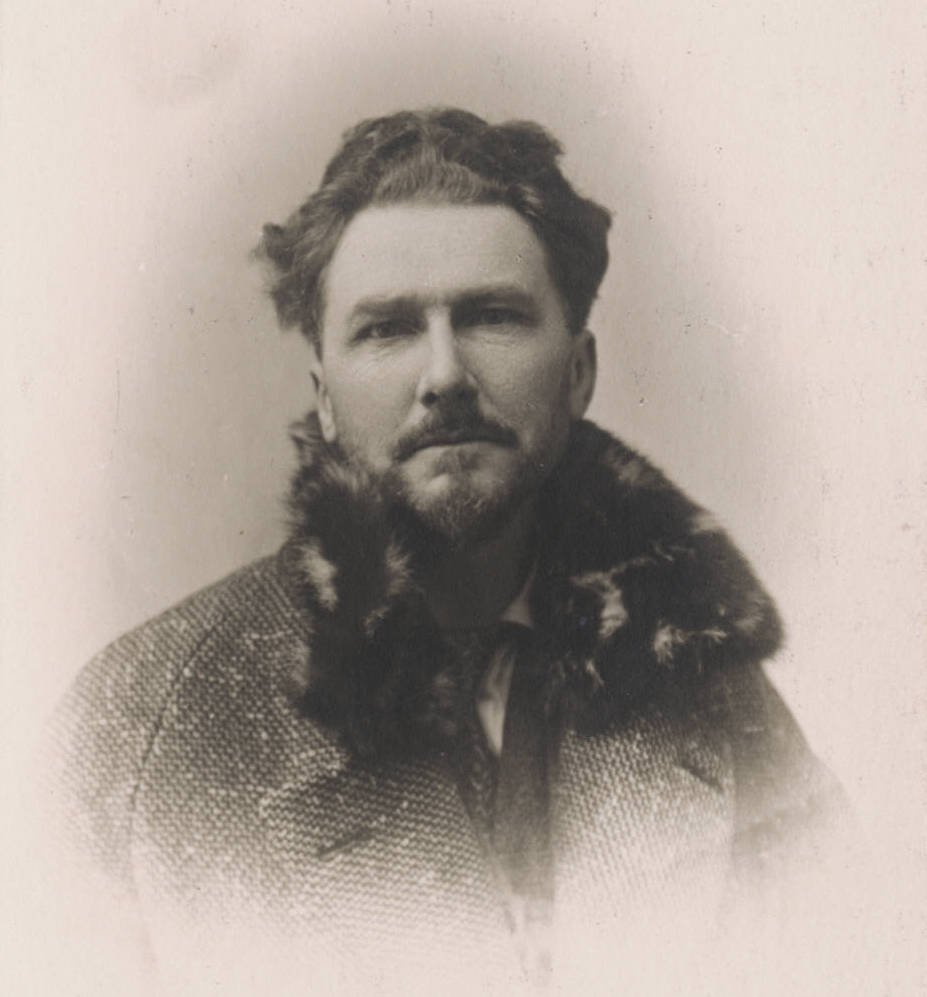
Ezra Pound, Passbild von 1919

Ezra Weston Loomis Pound (* 30. Oktober 1885 in Hailey, Blaine County, Idaho; † 1. November 1972 in Venedig) war ein amerikanischer Dichter. Er gilt als einer der herausragenden Vertreter der literarischen Moderne. Sein Hauptwerk ist The Cantos. Er propagierte vor 1914 den Imagismus und den Vortizismus. Während seines Italien-Aufenthalts von 1924 bis 1945 bewunderte und unterstützte er den italienischen Faschismus.

## Leben
Ezra Pound war das einzige Kind seiner Eltern Homer Loomis Pound und Isabel geb. Weston und ein Enkel des amerikanischen Politikers Thaddeus C. Pound. Er studierte von 1900 bis 1905 vergleichende Literaturwissenschaft und Romanistik an der University of Pennsylvania und am Hamilton College im Staat New York. In dieser Zeit schloss er Freundschaft mit William Carlos Williams und Hilda Doolittle (besser bekannt unter ihren Initialen H. D.). Mit Williams war er lange befreundet, wiewohl beide sehr häufig gegensätzlicher Auffassungen waren – Pound stilisierte sich als klassisch gebildeter Literat, Williams gab in seiner Autobiografie den ungebildeten Amerikaner, der wenig Ahnung von europäischer Literatur hatte. 1908 siedelte Pound nach Europa über, wo er zuerst in Venedig lebte. Während seines Studiums und auch weiterhin in Europa beschäftigte er sich intensiv mit provenzalischer Literatur und schuf eine Reihe von Übersetzungen und Nachdichtungen.
Von 1909 bis 1920 lebte er mit Unterbrechungen in London, wo er mit den bedeutendsten englischsprachigen Literaten seiner Zeit, unter anderen mit James Joyce, Ford Madox Ford und Wyndham Lewis verkehrte. Auch sah er Williams in Frankreich wieder, der mit seiner Frau auf einer Europareise war. Während seiner ersten Zeit in London gehörte er den Imagisten an, einer literarischen Bewegung, die mit verknappter lyrischer Sprache experimentierte und von fernöstlicher Literatur, unter anderem den japanischen Haikus, beeinflusst war. Pound veröffentlichte Arbeiten im Sprachrohr dieser Gruppe, der Zeitschrift The Egoist. Aus seiner Begegnung mit dem Bildhauer Henri Gaudier-Brzeska ergab sich die Bewegung des am italienischen Futurismus orientierten Vortizismus. BLAST, die von Wyndham Lewis herausgegebene Zeitschrift der Bewegung, erlebte jedoch nur zwei Ausgaben.
Während des Ersten Weltkriegs arbeitete Pound als Privatsekretär seines Vorbildes William Butler Yeats in Irland. 1914 heirateten Ezra Pound und die Künstlerin Dorothy Shakespear. In dieser Zeit suchte die Witwe des Ostasienkenners Ernest Fenollosa jemanden, der den Nachlass ihres Mannes herausgeben könnte. Sie fand ihn in Pound, der sich dann mit ostasiatischer Lyrik beschäftigte und Fenollosas Text zum japanischen Nō-Theater herausgab. 1915 begann Pound sein Hauptwerk, die Cantos („Gesänge“), an denen er bis zu seinem Tode arbeitete.
Von 1920 bis 1924 lebte er in Paris. In dieser Zeit lernte er die Geigerin Olga Rudge kennen, mit der er und seine Ehefrau bis zu seinem Tode in einer Dreiecksbeziehung lebten. 1922 redigierte er T. S. Eliots Gedicht Das wüste Land, das neben seinen eigenen Cantos zu den bedeutendsten lyrischen Werken der englischsprachigen Moderne zählt. 1924 kehrte Pound Paris den Rücken und ließ sich im italienischen Rapallo nieder. Dort wurde er bald zum Fürsprecher Mussolinis. 1938 wurde er in die American Academy of Arts and Letters gewählt.
Pound blieb auch nach Ausbruch des Zweiten Weltkrieges in Italien und verbreitete über Radio Rom, publizistisch und in seinen Dichtungen (Cantos 72–73) antiamerikanische, rassistische und antisemitische Propagandatexte. Pound machte die Juden für die Herrschaft des Wuchers, lateinisch usura, verantwortlich. „Der Jude“, der internationale und amerikanische Kapitalismus, hatte nach seiner Meinung auch den Zweiten Weltkrieg verursacht. Seine rassistisch grundierten Wutreden standen im krassen Gegensatz zu Thomas Manns in etwa zeitgleichen antifaschistischen Radiosendungen, die dieser aus dem amerikanischen Exil gegen Hitler-Deutschland richtete. 1943 gehörte Pound zu jenen Schriftstellern, die auf Einladung des NS-Propagandaministers Joseph Goebbels die Massengräber bei Katyn besichtigen und anschließend darüber schreiben sollten; doch wurde er letztlich von der Teilnehmerliste gestrichen, weil er als unberechenbar galt. Dem  Massaker von Katyn hat er vier Zeilen in seinem Hauptwerk The Cantos gewidmet.

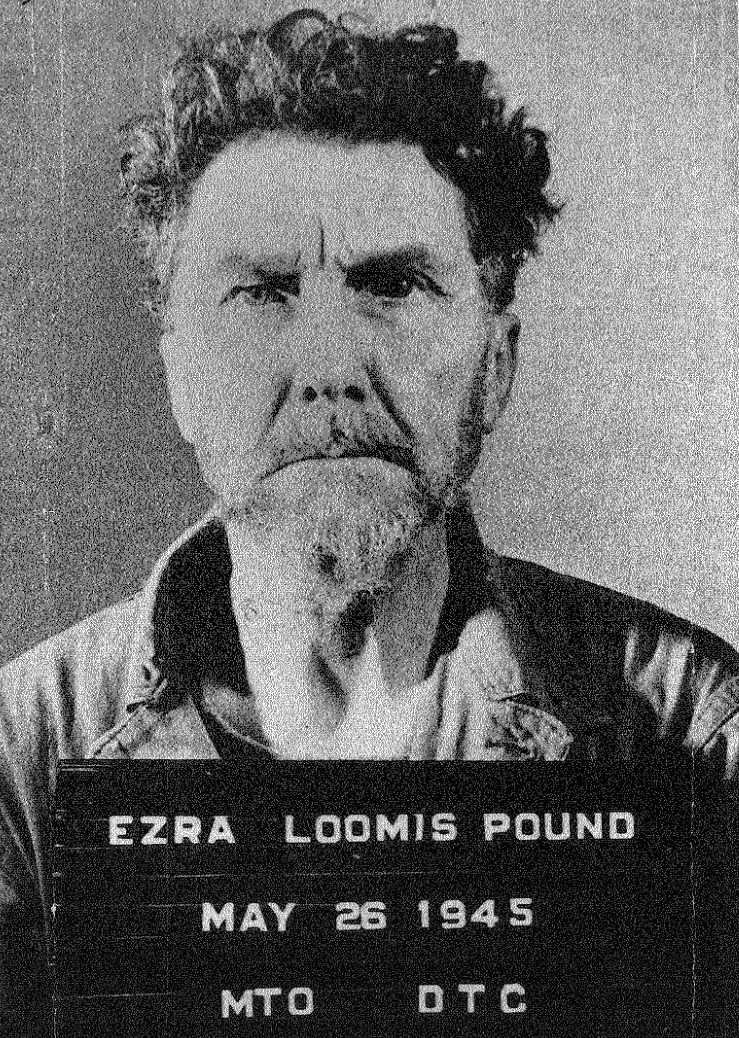
Ezra Pound kurz nach Ende des Zweiten Weltkriegs als Kriegsgefangener

Pound wurde 1945 nach dem Einmarsch der amerikanischen Truppen festgenommen. Es wird berichtet, dass er sich selbst stellte. Er war einige Zeit in Pisa in einem eigens angefertigten Käfig inhaftiert und „ausgestellt“.
In dieser Zeit entstand der berühmteste Teil seiner Cantos, die „Pisaner Cantos“, für die er 1949 den renommierten Bollingen Prize erhielt; für ihn hatten Léonie Adams, Conrad Aiken, W. H. Auden, Louise Bogan, T. S. Eliot, Robert Lowell, Katherine Anne Porter, Theodore Spencer, Allen Tate, Willard Thorp und Robert Penn Warren gestimmt, während sich William Carlos Williams und Paul Green enthalten und Katherine Garrison Chapin und Karl Shapiro für einen anderen Autor gestimmt hatten. Wegen Landesverrats wurde er am 26. Juli 1943 in den USA zusammen mit Frederick W. Kaltenbach, Robert Best, Jane Anderson, Douglas Chandler, Edward Leo Delaney, Constance Drexel, und Max Otto Koischwitz angeklagt. Einer Nachkriegsverurteilung und möglichen Todesstrafe entging er nur, weil er von einem Gutachter für geisteskrank erklärt wurde. Die nächsten zwölf Jahre verbrachte er im St.-Elizabeth’s-Krankenhaus, einer staatlichen Heilanstalt in Washington, D.C.
1958 wurde er auf Betreiben von Freunden – darunter Ernest Hemingway – freigelassen. Er kehrte zu seiner Tochter Mary de Rachewiltz nach Italien zurück und ließ sich auf der seiner Tochter und deren Mann Boris de Rachewiltz gehörenden Brunnenburg oberhalb Merans im Burggrafenamt (Südtirol) und in Venedig nieder. Er lebte bis zu seinem Tod weitgehend zurückgezogen und weigerte sich zuletzt, überhaupt noch zu sprechen. 1967 unternahm Pound seine letzte Reise nach Paris, um den Bildhauer Arno Breker aufzusuchen. Pound saß in Brekers Atelier in der Rue de Navarin Modell für ein Porträt. Im Atelier kam es zu einer Begegnung mit Ira von Fürstenberg, die sich ebenfalls von Breker porträtieren ließ. 1967 wirkte Pier Paolo Pasolini maßgeblich an dem von RAI produzierten Dokumentarfilm Un’ora con Ezra Pound mit. Darin drückte der kommunistische Regisseur und Dichter seine Bewunderung für Pound aus und las seine Gedichte in italienischer Übersetzung.
Pound hat sich auch nach 1945 nicht vom Faschismus distanziert. Er bekannte sich zu seinem „Leben in der Gesamtheit von Höhen und Tiefen“. Sein Grab liegt auf der Friedhofsinsel San Michele nördlich von Venedig.
Ezra Pound wurde zehnmal für den Literaturnobelpreis nominiert.

## Werk
Pounds Frühwerk ist von seiner Beschäftigung mit dem Werk der englischen Präraffaeliten und mittelalterlicher Literatur, insbesondere der provenzalischen Troubadoure und Dantes geprägt. Dieser Dichtung entsprangen auch die Vorbilder für Pounds „Personae“-verfahren. Ausgehend von Robert Browning und seinen dramatischen Monologen und von William Butler Yeats, dessen Sekretär Pound eine Zeit lang war, schrieb Pound Gedichte, in denen das lyrische Ich eine berühmte Dichterpersönlichkeit ist (etwa der Troubadour Bertran de Born), und nutzt diese Persönlichkeit als Alter Ego, als Maske (lateinisch persona bedeutet „Schauspielmaske“). Es sind weniger Texte, die um eine authentische Nachdichtung bemüht sind, als um eine Erneuerung der dichterischen Vision dahinter.
Die Faszination für ostasiatische Dichtung führte zu einer Wende in Pounds Schaffen. Auslöser waren die Notizen des Asienforschers Ernest Francisco Fenollosa mit Gedichten aus China und Japan, die Pound 1913/14 erbte. Er übersetzte chinesische Gedichte und suchte eine englische Entsprechung für das japanische Haiku. Eines seiner berühmtesten Gedichte, In a Station of the Metro, ist ein solches nachempfundenes Kurzgedicht. Diese „Übersetzungen“ waren nicht im herkömmlichen Sinne um eine möglichst präzise Wiedergabe des Inhalts bemüht, sondern wollten die poetischen Qualitäten des Textes in einer anderen Sprache erneuern. So nutzte er an Stelle der inhaltlich richtigen Wörter lieber gleichlautende, um den Geist und den Klang der Texte äquivalent in die eigene Sprache zu transponieren. Das bekannteste Beispiel dieser neuen Herangehensweise an alte Texte (Pound sprach von The „New Method“ in Literary Scholarship) war seine umstrittene Übersetzung des altenglischen Gedichtes The Seafarer. In diesem Kontext ist auch Pounds Werk Dem Sextus Propertius zur Huldigung von 1919 zu betrachten.
Die von Pound herausgegebene Anthologie Des Imagistes (1914) begründete die anglo-amerikanische literarische Bewegung des Imagismus, der die zentrale Bedeutung eines kraftvollen, präzisen Bildes für ein Gedicht propagierte. Sowohl die Bewegung des Imagismus als auch der spätere, aber ebenfalls noch in London entstandene Vortizismus waren geprägt von der Auseinandersetzung mit der avantgardistischen Herausforderung durch den italienischen Futurismus eines F. T. Marinetti.
Einen weiteren Wendepunkt in Pounds lyrischem Schaffen stellt der Erste Weltkrieg dar, dessen sinnloses Schlachten ihn tief an Europas Zukunft und an der Moderne zweifeln ließ. Frucht dieser Krise wurde sein bedeutendstes Langgedicht, Hugh Selwyn Mauberley, in dem er sich kritisch mit seinen Londoner Jahren auseinandersetzte, verschiedene ästhetisch-politische Standpunkte verwarf und zum ersten Mal grundsätzlich das Zinssystem mit dem Begriff Usura (lateinisch für Wucher) belegt und ablehnt. Dabei identifizierte er „die Juden“ als die vermeintlichen Urheber der verderblichen Usura-Herrschaft über die Welt und griff antisemitische Stereotypen auf. Unter anderem rechtfertigte er im 1937 erschienenen Canto CII antijüdische Ausschreitungen mit den angeblichen Verfehlungen reicher Juden wie der Rothschilds, deren Namen er zu „Stinkschuld“ verballhornte:

„Stinkschuld's sin drawing vengeance, poor yitts paying for Stinkschuld

paying for a few big Jew's vendetta on goyim.“

„Stinkschulds Sünde zieht Rache nach sich, arme Jidden zahlen für Stinkschuld

zahlen für die Blutrache von ein paar großen Juden gegen die Gojim.“

Der britische Literaturkritiker Max Wykes-Joyce analysierte Pounds wirtschaftliche Konzeptionen in Some Considerations Arising from Ezra Pound's Conception of the Bank.
Vorbild für sein Hauptwerk, The Cantos, war zunächst Dantes Göttliche Komödie. In späteren Jahrzehnten integrierte er zahlreiche andere Formen und eine enzyklopädische Fülle von Motiven, die oft okkulter oder mystischer Natur sind. Bedeutend sind auch die Pisaner Gesänge, die er während und nach seiner Internierung in Italien verfasste.
Pound war ein bedeutender Förderer von T.S. Eliot und James Joyce.
Die Cantos gelten in den USA als eine der wichtigsten Dichtungen des 20. Jahrhunderts. Pound war das Vorbild zahlreicher junger Dichter. Trotzdem war er lange Jahre und ist er zum Teil bis heute stark umstritten. Insbesondere die Kontroverse um die Verleihung des Bollingen Awards für die Pisaner Gesänge zeigt, dass Pounds Parteinahme für den Faschismus und sein Landesverrat und ganz besonders sein Antisemitismus ihn zu einer „persona non grata“ in vielen literarischen und publizistischen Zirkeln machten.

## Adaptionen

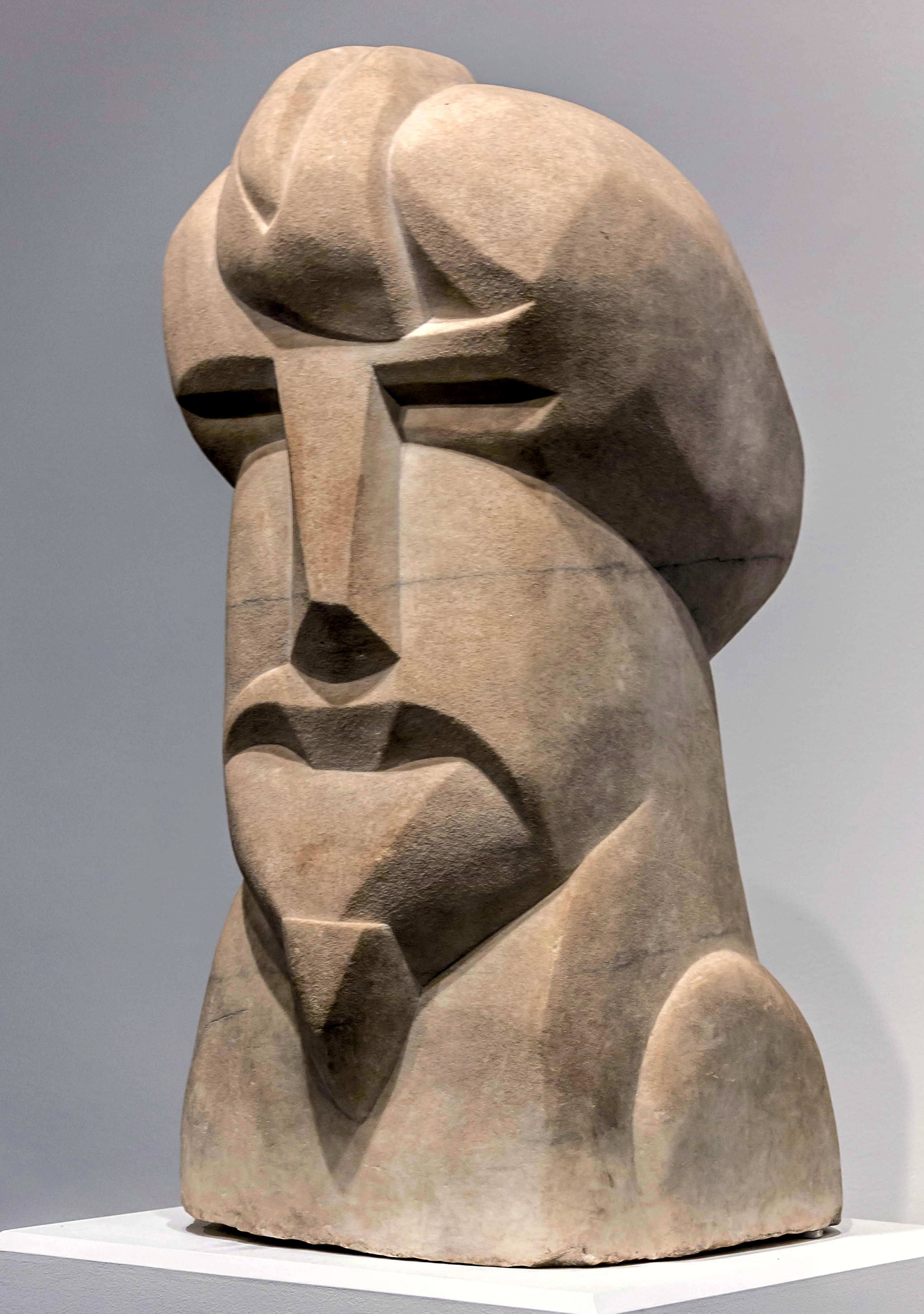
Henri Gaudier-Brzeska: Hieratischer Kopf von Ezra Pound, Marmor, 1914

- Hanns Cibulka befasst sich in einem als „Roman“ bezeichneten, spät (2000) edierten Kriegs-Tagebuch über das Ende des Zweiten Weltkriegs unter anderem mit Pound, dem er seine eigene Schwermut in den Mund legt. Er sucht nach dem Lager, in dem Pound in Italien wegen seiner Kollaboration festgehalten wurde, und findet keine Spuren davon. Er kann nicht mehr feststellen, ob Pound dort tatsächlich unter den schlechten Umständen leben musste, die berichtet wurden; möglicherweise waren diese Berichte nur interessengeleitet.
- Die Vorgänge um den Prozess wegen Landesverrats setzte Fritz J. Raddatz 1985 in das Hörspiel Der Pound-Prozess um.[11]
- Der französische Historiker Jacques Le Goff bezieht sich in seinem Werk über die Entstehung des mittelalterlichen Begriffs von Wucher mehrfach auf Pounds usura-Cantos.[12]
- 1997 nahm Franz Koglmann die von ihm komponierte Jazz-Kantate O Moon My Pin-Up auf, die auf Auszügen aus den Pisaner Gesängen beruht.
- Die seit 2003 in Italien existierende, rechtsextreme und neofaschistische Bewegung und Partei CasaPound bezieht sich mit ihrer Benennung programmatisch auf Ezra Pound.[13]

## Ausgaben der Werke
- Certain Noble Plays of Japan: From the Manuscripts of Ernest Fenollosa, chosen and finished by Ezra Pound, with an introduction by William Butler Yeats. 1916
- Noh", or, Accomplishment: A Study of the Classical Stage of Japan: Ernest Fenollosa, Ezra Pound. Macmillan, London, 1916.
- Nō – Vom Genius Japans. Ezra Pound, Ernest Fenollosa, Serge Einstein, Vorwort: Eva Hesse. Die Arche, Zürich, 1963. ISBN 3-7160-1912-7.
- ABC des Lesens. Übersetzung und Nachwort von Eva Hesse. Arche Verlag, Zürich/Hamburg 2007, ISBN 978-3-7160-2511-6.
- Die Cantos. Zweisprachige Ausgabe, deutsche Übersetzung von Eva Hesse, ediert und kommentiert von Heinz Ickstadt und Manfred Pfister. Arche Verlag, Zürich 2012, ISBN 978-3-7160-2654-0.
- Ezra Pound. (= Poesiealbum. 279). Märkischer Verlag, Wilhelmshorst 2008, ISBN 978-3-931329-79-2.